# Johannes Marius Janszen

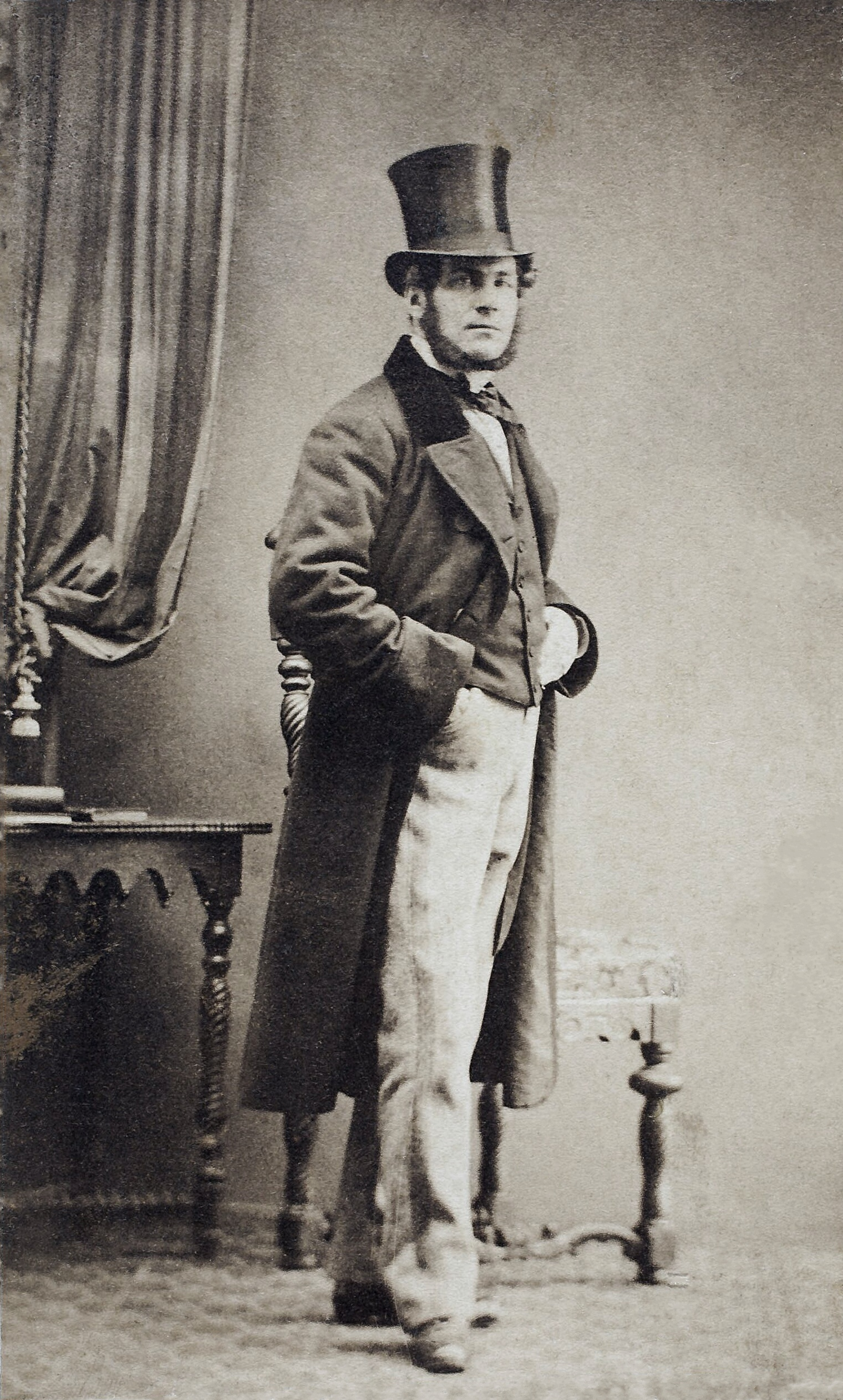
Johannes Marius Janszen

Johannes Marius Janszen (Amsterdam, 13 juli 1814 - Saint-Raphaël, 12 augustus 1899) was een Nederlands burgemeester en de eerste Nederlander in de Oriënt-Express.

## Biografie
Johannes Marius Janszen was afkomstig uit een doopsgezinde familie. Zijn vader was Cornelis Janszen en zijn moeder Wilhelmina Petronella Gockinga, afkomstig uit een vooraanstaande familie uit Groningen.
Johannes Marius Janszen werd op 20 oktober 1840 benoemd tot burgemeester van Loosduinen. Janszen was bijna tien jaar burgemeester. Op 5 augustus 1850 trad hij terug. Onder zijn burgemeesterschap werd begonnen met het afzanden van duingronden ten behoeve van de tuinbouw en in 1845/1846 werd de brandweer van Loosduinen onder de verantwoordelijkheid van het gemeentebestuur gebracht.
In 1881 gaf Janszen aan architect Pierre Aublé de opdracht een kapitale villa te bouwen in het Zuid-Franse Saint-Raphaël, met een bijbehorende protestantse kerk.
Johannes Marius Janszen overleed op 85-jarige leeftijd in Saint-Raphaël.

## Familie
Johannes Marius Janszen trouwde op 8 mei 1839 met Sophia Adriana Fabricius (21 augustus 1806 - 24 januari 1843), dochter van Adriaan Cornelis Fabricius, heer van Heukelum en Haasje van Notten. Hij hertrouwde in 1845 met Charlotta Elisabeth barones Collot d'Escury (29 december 1807 - 18 juni 1878), dochter van Robert baron Collot d'Escury en Cornelia Maria Backer. Na haar overlijden trouwde Janszen voor een derde maal: met de Belgische Marie Deby (1847-1913).

## Trivia
- In de Loosduinen/Den Haag is de burgemeester Janszenstraat naar J.M. Janszen vernoemd.
- In 1883 werd Janszen als enige Nederlander uitgenodigd voor de inauguratie van de Oriënt-Express van Parijs naar Constantinopel. Drie bewaarde reisverslagen roemen zijn aimabele karakter als reisgenoot.[8]